# Стратос Апостолакис
Стратос Апостолакис (грч. Στράτος Αποστολάκης; Агринион, 17. мај 1964) бивши је грчки фудбалер и фудбалски тренер. Играо је на позицији одбрамбеног играча.

## Каријера
Започео је професионалну каријеру у Панетоликосу, у којем је провео четири сезоне. Укупно је за клуб играо 106 утакмица и постигао 11 голова. Године 1985. преселио се у Олимпијакос из Пиреја. Провео је пет година у клубу, био је шампион Грчке и освајач националног купа. Због преласка из Олимпијакоса у Панатинаикос 1990. године, грчки Суперкуп је отказан те године како би се спречили нереди од стране навијача оба клуба. Стратос је играо у Панатинаикосу осам сезона, одиграо 249 мечева и постигао 21 гол. Окончао је професионалну каријеру 1998. године.
За репрезентацију Грчке је играо 96 утакмица (пети резултат у историји) и постигао 5 голова. Члан је екипе која је играла на светском купу 1994. у Сједињеним Државама.
Године 2001., 6 месеци је био први тренер Панатинаикоса. Године 2004. био је тренер Олимпијског тима Грчке на Олимпијади у Атини 2004. године.

## Трофеји

### Олимпијакос
- Првенство Грчке: 1986/87.
- Куп Грчке: 1990.

### Панатинаикос
- Првенство Грчке: 1990/91, 1994/95, 1995/96.
- Куп Грчке: 1991, 1993, 1994, 1995.